# Toblacher Pfannhorn
Das Toblacher Pfannhorn (italienisch Corno di Fana) ist ein 2663 m hoher Berg in den Villgratner Bergen. 

## Lage und Umgebung
Das Pfannhorn ist ein beherrschender Berg in jenem Kamm der Villgratner Berge, der die Grenze zwischen Südtirol und Osttirol und somit zwischen Italien und Österreich bildet. Im Süden überragt er das Silvestertal, das bei Toblach ins Pustertal einmündet. Gegen Norden fallen seine Hänge gegen das zur Gemeinde Innervillgraten gehörende Kalksteiner Tal hin ab.

## Anstiege
Das Toblacher Pfannhorn, das großteils steile und begraste Hänge aufweist, ist unschwierig besteigbar. Sowohl von Toblacher als auch Villgratner Seite führen markierte Pfade zum Gipfel, der Ausblicke in die Villgratner Berge, Rieserfernergruppe und Dolomiten bietet. Auf Südtiroler Seite stellt die etwas südwestlich gelegene und etwa eine Gehstunde vom Gipfel entfernte Bonner Hütte (2340 m) einen Stützpunkt für Bergsteiger dar.